# كارلوس كاميني
كارلوس إدريس كاميني Idriss Carlos Kameni (بالفرنسية: Carlos Kameni)‏، من مواليد 18 فبراير 1984 في دوالا في الكاميرون، لاعب كرة قدم كاميروني.
بدأ مسيرته الكروية مع نادي لو هافر الفرنسي في عام 2000، ولعب معهم حتى عام 2002، وفي عام 2003 انتقل إلى نادي سانت إتيان الفرنسي، وفي عام 2003 انتقل إلى نادي لو هافر الفرنسي، ولعب معهم مباراة واحدة، وفي عام 2004 انتقل إلى نادي وولفرهامبتون واندرز الإنجليزي، وانتقل عام 2004 إلى نادي اسبانيول، وهو يلعب الآن مع نادي ملجا الإسباني منذ انتقاله إليه في عام 2012.
منذ عام 2001 وهو يلعب مع منتخب الكاميرون لكرة القدم.

## روابط خارجية
- كارلوس كاميني على موقع الاتحاد الدولي (مؤرشف)  (الإنجليزية)
- كارلوس كاميني على موقع الاتحاد الأوربي (الإنجليزية)
- كارلوس كاميني على موقع اتحاد تركيا (لاعب) (الإنجليزية)
- كارلوس كاميني على موقع قاعدة بيانات كرة القدم.إي يو (الإنجليزية)
- كارلوس كاميني على موقع ليكيب (الفرنسية)
- كارلوس كاميني على موقع ناشيونال فوتبول تيمز (الإنجليزية)
- كارلوس كاميني على موقع Soccerbase.com (لاعب) (الإنجليزية)
- كارلوس كاميني على موقع Soccerway.com (الإنجليزية)
- كارلوس كاميني على موقع عالم كرة القدم.نت (الإنجليزية)
- كارلوس كاميني على موقع أوليمبيديا (الإنجليزية)